# Mistrzostwa Europy w Lekkoatletyce 2018 – skok o tyczce kobiet
Skok o tyczce kobiet – jedna z konkurencji technicznych rozgrywanych podczas lekkoatletycznych mistrzostw Europy na Stadionie Olimpijskim w Berlinie.
Tytuł mistrzowski z 2016 obroniła Katerina Stefanidi.

## Terminarz
| Data        | Godzina |              |
| ----------- | ------- | ------------ |
| 10 sierpnia | 19:05   | Kwalifikacje |
| 12 sierpnia | 19:20   | Finał        |

## Rekordy
Tabela prezentuje rekord świata, rekord Europy, rekord mistrzostw Europy oraz najlepsze wyniki na listach światowych i europejskich w sezonie 2018 przed rozpoczęciem mistrzostw.
|                          | Zawodnik           | Wynik | Miejsce    | Data                  | Źródło |
| ------------------------ | ------------------ | ----- | ---------- | --------------------- | ------ |
| Rekord świata            | Jelena Isinbajewa  | 5,06  | Zurych     | 28 sierpnia 2009(dts) | [ 3 ]  |
| Rekord Europy            | Jelena Isinbajewa  | 5,06  | Zurych     | 28 sierpnia 2009(dts) | [ 4 ]  |
| Rekord mistrzostw Europy | Katerina Stefanidi | 4,81  | Amsterdam  | 9 lipca 2016(dts)     | [ 5 ]  |
| Listy światowe           | Sandi Morris       | 4,95  | Greenville | 27 lipca 2018(dts)    | [ 6 ]  |
| Listy europejskie        | Anżelika Sidorowa  | 4,85  | Monako     | 20 lipca 2018(dts)    | [ 7 ]  |

## Rezultaty

### Kwalifikacje
Awans: 4,55 m (Q) lub 12 najlepszych rezultatów (q).
Źródło: european-athletics.org.
| Pozycja | Grupa | Zawodnik              | Państwo                            | 4,00 | 4,20 | 4,35 | 4,45 | 4,50 | 4,55 | Wynik | Uwagi |
| ------- | ----- | --------------------- | ---------------------------------- | ---- | ---- | ---- | ---- | ---- | ---- | ----- | ----- |
| 1.      | B     | Katerina Stefanidi    | Grecja                             | –    | –    | –    | –    | –    | o    | 4,55  | Q     |
| 2.      | B     | Holly Bradshaw        | Wielka Brytania                    | –    | –    | –    | –    | o    | r    | 4,50  | q     |
| 2.      | A     | Anżelika Sidorowa     | Autoryzowani lekkoatleci neutralni | –    | –    | –    | –    | o    | r    | 4,50  | q     |
| 4.      | A     | Ninon Guillon-Romarin | Francja                            | –    | –    | –    | o    | –    |      | 4,45  | q     |
| 4.      | B     | Nikoleta Kiriakopulu  | Grecja                             | –    | –    | –    | o    | r    |      | 4,45  | q     |
| 4.      | B     | Maryna Kyłypko        | Ukraina                            | –    | o    | o    | o    | r    |      | 4,45  | q     |
| 4.      | B     | Olga Mullina          | Autoryzowani lekkoatleci neutralni | –    | o    | o    | o    | r    |      | 4,45  | q     |
| 4.      | B     | Iryna Żuk             | Białoruś                           | –    | o    | o    | o    | –r   |      | 4,45  | q     |
| 9.      | A     | Eleni-Klaudia Polak   | Grecja                             | xo   | xo   | xo   | o    | –    |      | 4,45  | q     |
| 10.     | A     | Amálie Švábíková      | Czechy                             | xo   | xxo  | o    | xo   | –    |      | 4,45  | q     |
| 11.     | A     | Angelica Bengtsson    | Szwecja                            | –    | –    | xo   | xxo  | –    |      | 4,45  | q     |
| 12.     | B     | Carolin Hingst        | Niemcy                             | o    | xo   | o    | xxx  |      |      | 4,35  | q     |
| 13.     | B     | Lisa Gunnarsson       | Szwecja                            | –    | xxo  | o    | xxx  |      |      | 4,35  |       |
| 13.     | B     | Minna Nikkanen        | Finlandia                          | –    | xxo  | o    | xxx  |      |      | 4,35  | =     |
| 15.     | A     | Lucy Bryan            | Wielka Brytania                    | o    | o    | xo   | xxx  |      |      | 4,35  | =     |
| 15.     | B     | Marion Lotout         | Francja                            | –    | o    | xo   | xxx  |      |      | 4,35  |       |
| 17.     | A     | Wilma Murto           | Finlandia                          | –    | o    | xxo  | xxx  |      |      | 4,35  |       |
| 17.     | A     | Jacqueline Otchere    | Niemcy                             | o    | o    | xxo  | xxx  |      |      | 4,35  |       |
| 19.     | B     | Maialen Axpe          | Hiszpania                          | o    | xo   | xxo  | xxx  |      |      | 4,35  |       |
| 20.     | A     | Angelica Moser        | Szwajcaria                         | –    | o    | xxx  |      |      |      | 4,20  |       |
| 20.     | B     | Justyna Śmietanka     | Polska                             | –    | o    | xxx  |      |      |      | 4,20  |       |
| 22.     | A     | Mónica Clemente       | Hiszpania                          | o    | xo   | xxx  |      |      |      | 4,20  |       |
| 22.     | A     | Lene Retzius          | Norwegia                           | o    | xo   | xxx  |      |      |      | 4,20  |       |
| 24.     | B     | Molly Caudery         | Wielka Brytania                    | xxo  | xo   | xxx  |      |      |      | 4,20  |       |
| 25.     | A     | Femke Pluim           | Holandia                           | –    | xxo  | xxx  |      |      |      | 4,20  |       |
| 25.     | A     | Tina Šutej            | Słowenia                           | o    | xxo  | xxx  |      |      |      | 4,20  |       |
| 27.     | A     | Stefanie Dauber       | Niemcy                             | o    | xxx  |      |      |      |      | 4,00  |       |

### Finał
Źródło: european-athletics.org.
| Pozycja | Zawodnik              | Państwo                            | 4,30 | 4,45 | 4,55 | 4,65 | 4,70 | 4,75 | 4,80 | 4,85 | 4,96 | Wynik | Uwagi |
| ------- | --------------------- | ---------------------------------- | ---- | ---- | ---- | ---- | ---- | ---- | ---- | ---- | ---- | ----- | ----- |
| 01 !    | Katerina Stefanidi    | Grecja                             | –    | –    | –    | o    | –    | o    | o    | xxo  | xxx  | 4,85  | CR    |
| 02 !    | Nikoleta Kiriakopulu  | Grecja                             | –    | o    | xo   | o    | o    | o    | xo   | xxx  |      | 4,80  | SB    |
| 03 !    | Holly Bradshaw        | Wielka Brytania                    | –    | –    | o    | o    | –    | xxo  | xxx  |      |      | 4,75  |       |
| 4.      | Anżelika Sidorowa     | Autoryzowani lekkoatleci neutralni | –    | –    | o    | –    | xxo  | –    | xxx  |      |      | 4,70  |       |
| 5.      | Ninon Guillon-Romarin | Francja                            | –    | o    | o    | o    | xxx  |      |      |      |      | 4,65  |       |
| 6.      | Angelica Bengtsson    | Szwecja                            | –    | o    | xo   | xo   | xxx  |      |      |      |      | 4,65  |       |
| 7.      | Iryna Żuk             | Białoruś                           | o    | xo   | xxo  | xxx  |      |      |      |      |      | 4,55  |       |
| 8.      | Maryna Kyłypko        | Ukraina                            | xo   | xo   | xxx  |      |      |      |      |      |      | 4,45  |       |
| 9.      | Carolin Hingst        | Niemcy                             | o    | xxx  |      |      |      |      |      |      |      | 4,30  |       |
| 9.      | Amálie Švábíková      | Czechy                             | o    | xxx  |      |      |      |      |      |      |      | 4,30  |       |
| 11.     | Olga Mullina          | Autoryzowani lekkoatleci neutralni | xo   | xxx  |      |      |      |      |      |      |      | 4,30  |       |
| 12 !    | Eleni-Klaudia Polak   | Grecja                             | xxx  |      |      |      |      |      |      |      |      | NM    |       |